# Sentier Notre-Dame Kapatakan
 (août 2021).
Si vous disposez d'ouvrages ou d'articles de référence ou si vous connaissez des sites web de qualité traitant du thème abordé ici, merci de compléter l'article en donnant les références utiles à sa vérifiabilité et en les liant à la section « Notes et références ».
Le Sentier Notre-Dame Kapatakan est le « petit Compostelle » de la région du Saguenay-Lac-St-Jean au Québec, Canada.
D’une longueur de 215 km, il débute dans la municipalité de Rivière-Éternité pour se terminer à l’Ermitage Saint-Antoine de Lac-Bouchette.
Au cours de ce pèlerinage, 12 étapes sont proposées afin de découvrir des lieux de spiritualité, de culture et de nature.
Kapatakan est un mot innu signifiant « sentier » et qui est accessible à tous à travers villes, villages, campagnes, monts, plaines, lacs et rivières.